# 구로시오 (열차)
구로시오(일본어: くろしお 쿠로시오[*])는 일본의 철도 회사인 서일본 여객철도가 운행하는 특급 열차의 이름이다. 교토부 교토역·오사카부 신오사카역과 와카야마현 시라하마역·와카야마 현 신구역 사이를 도카이도 본선(JR 교토 선·우메다 화물선)·오사카 순환선·한와 선·기세이 본선을 경유하여 운행한다. 정차역이나 사용 차량 등에 따라 슈퍼 구로시오(일본어: スーパーくろしお 스파 쿠로시오[*]), 오션 애로 (Ocean Arrow, 일본어: オーシャンアロー 오샨 아로[*]) 등으로 운행되기도 했으나, 2012년 3월 17일부터 지금의 "구로시오"로만 운행되고 있다.
1965년 3월 1일 덴노지역 ~ 나고야역 사이를, 한와 선·기세이 본선·간사이 본선을 경유하여 운행하는 열차로서 영업을 개시하였다. 1978년 10월 2일 기세이 본선 와카야마역 ~ 신구 역 구간의 전철화가 이루어짐에 따라, 기이카쓰우라역·신구 역 ~ 나고야 역 구간을 운행하는 열차는 난키 호로 분리되어 신구 역까지만 운행하게 되었다. 1989년 7월 22일에는 그린차를 전망석 형태로 개조한 슈퍼 구로시오 호가 운행하기 시작하였으며, 덴노지 역의 구조 개선 작업이 완료되어 신오사카 역·교토 역까지 운행 구간을 연장하였다. 한편, "오션 애로"는 1996년 7월 31일 "슈퍼 구로시오·오션 애로"라는 이름으로 운행을 시작하여 1997년 지금의 이름으로 바뀌었다.

## 명칭
"구로시오"라는 이름은 일본 열도 남쪽 연안을 따라 흐르는 쿠로시오 난류에서 유래하였다. 그러나 구로시오가 운행을 개시한 1965년 경에는 이미 1961년부터 가가와현 다카마쓰역 ~ 구보카와역 사이를 운행하던 급행 열차 (지금의 난푸·시만토 호)와, 1963년부터 지바현 료고쿠역 ~ 아와카모가와역 사이를 운행하던 준급행 열차 (지금의 와카시오·사자나미 호)가 '구로시오'라는 같은 이름을 쓰고 있었기 때문에 이름이 겹치는 일이 발생하였다. 결국 일본국유철도는 1965년 10월 시코쿠 지역의 "구로시오"는 "난푸"로, 지바 지역의 "구로시오"는 "소토보"로 이름을 바꿈으로써 중복 문제를 매조지하였다. 또한 일본국유철도 버스의 "마쓰야마코치 급행선"의 버스 명칭도 "구로시오" 호였는데, 이것 또한 "난고쿠"로 고쳤다.

## 운행
게이한신 지구와 난키를 연결하는 열차로, 교토 역·신오사카 역 ~ 와카야마 역·기이타나베역·시라하마 역·신구 역 사이에서 운행되고 있다. 신오사카 역 ~ 시라하마 역 사이에서는 시간 당 왕복 1편씩이 운행되고 있다. 2012년 기준으로, 하루에 왕복 총 16편이 운행되고 있다.
- 신오사카 역 → 와카야마역: 하행 1편
- 가이난역 → 신오사카 역: 상행 1편
- 신오사카 역 → 기이타나베역: 하행 1편
- 신오사카 역 ~ 시라하마 역간: 상행 7편, 하행 6편
- 교토 역 ~ 시라하마 역간: 왕복 1편
- 신오사카 역 ~ 신구 역간: 왕복 5편
- 교토 역 ~ 신구 역간: 왕복 2편

가이난 역, 와카야마 역, 기이타나베 역에서 시종착하는 구간 열차(2호, 29호, 31호)는 예전에 운행되던 《한와 라이너》를 계승한 것으로, 통근 수요에 맞게 정차역이 설정되어 있다.
초창기에는 덴노지 역에서 시종착하였으나, 1989년 7월 22일 이후에는 임시 열차 (81호·84호 왕복 1편)만 덴노지에서 시종착하고 있다. 또한 도카이도·산요 신칸센 환승 할인이 적용되지만, 덴노지 역에서 시종착하는 열차들은 환승 할인이 적용되지 않는다.
그린차와 일반차 사이의 부정 승차를 방지하기 위하여, 덴노지 역과 와카야마 역에는 1호차 (그린차) 출입문 옆에 역무원이 상주한다.

### 정차역
- 교토 역 - 신오사카 역 - 오사카 - (니시쿠조역) - 덴노지역 - (이즈미후추역) - (히네노역) - (이즈미스나가와역) - 와카야마 역 - 가이난역 - (미노시마역) - (후지나미 역) - (유아사역) - 고보역 - (미나베역) - 기이타나베 역 - 시라하마 역 - (쓰바키역) - 스사미역 - 구시모토역 - 고자역 - (다이지역) - 기이카쓰우라역 - 신구 역

( ) 안의 역은 일부 열차만 정차하는 곳이다. 이 중, 니시쿠조 역은 오전 11시까지의 상행과 오후 4시 이후의 하행 열차만 정차한다. 이즈미후추 역은 상행 2호와 4호, 하행 31호만 정차하며, 이즈미스나가와 역은 아침 출근 시간대와 저녁 퇴근 시간대에 운행하는 모든 구로시오가 정차한다. 미노시마·유아사·후지나미·미나베 역은 상행 5호·11호·15호와 19호 이후에 운행되는 모든 열차들, 하행 10호까지의 모든 열차들과 14호·18호·22호·30호만 정차한다. 쓰바키 역은 상행 17호와 하행 12호만, 다이지 역은 상행 3호·13호와 하행 16호까지의 모든 열차, 26호·32호만 정차하고 있다.

### 운행 열차
투입되는 차량들은 모두 서일본 여객철도 히네노 전차구에 소속되어 있다. 일본국유철도 381계 전동차의 개조편성, 서일본 여객철도 283계 전동차, 서일본 여객철도 287계 전동차가 운행되고 있다.
일본국유철도 381계 전동차의 개조편성들은 기본적으로 6량 편성으로 운행되지만, 성수기에는 3량 추가 편성을 투입해 9량 편성으로 운행된다. 이 경우, 증결된 편성 7 ~ 9호차는 전부 지정석이 되며, 기본 편성과 증결된 편성 사이에는 관통 통로가 없어 건너갈 수 없다. 슈퍼 구로시오의 경우 증결 열차는 모두 시라하마 역에서 병결·분리 작업을 실시하기 때문에, 상행 열차는 병결 작업으로 인해 시라하마 역에서 7 ~ 9분 정차하게 되어 있다. 반면 분리가 이루어지는 하행 열차의 경우 2 ~ 3분가량 시라하마 역에 정차한다. 시라하마 역에서 이루어지는 병결 작업의 영향으로, 운행 소요 시간은 신오사카 방면 상행 열차가 조금 더 길다. 구로시오와 슈퍼 구로시오는 전망 차량의 존재 여부를 통해 구분할 수 있다.
2012년 3월 17일부터 서일본 여객철도 287계 전동차 6량 6편성과 3량 5편성 (총 51량)이 영업 운전을 하고 있다. 287계 전동차는 구로시오로 운행되던 381계의 왕복 4편을 대신해 운행하고 있다.
이전에는 오션 애로의 전용 차량이었던 서일본 여객철도 283계 전동차는 기본적으로 6량 편성으로 운행되나, 성수기에는 9량 편성으로 운행되는 날도 있다. 2011년 3월 11일 시간표 개정 이전에는 전 구간에서 9량으로 운행해 왔었으나, 개정 이후에는 병결 및 분리 작업을 실시하게 되어 시라하마 역에서 6 ~ 7분 정도 정차하게 되었다. 이로 인해 소요 시간이 15분 정도 늘어나게 되었다. 3호차는 전망라운지 형태로 조성되어, 좌석은 모두 바다를 볼 수 있는 남향으로 설치되어 있다.

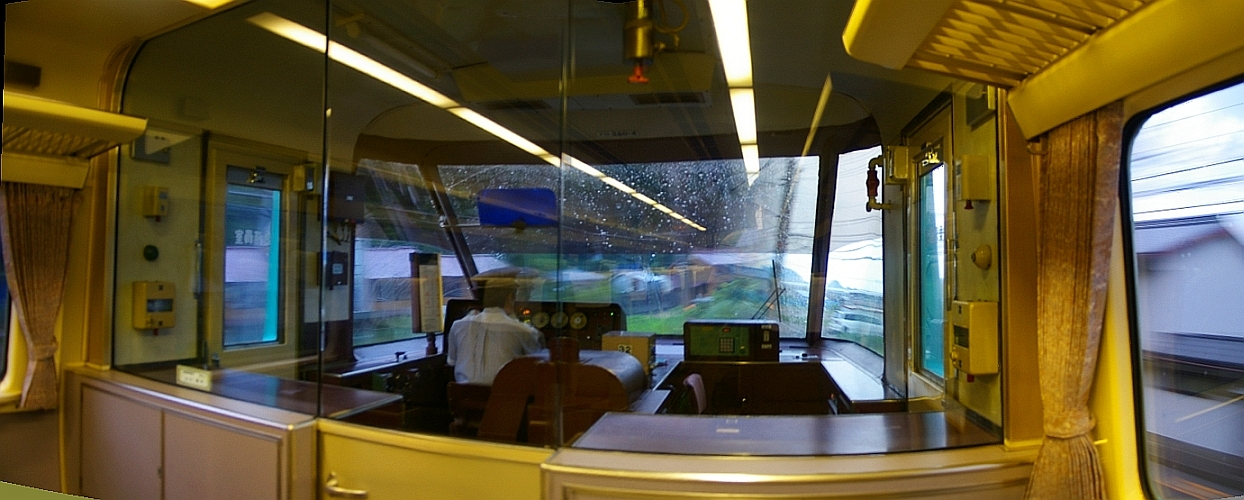
파노라마 그린차 (전망 차량)의 전망.
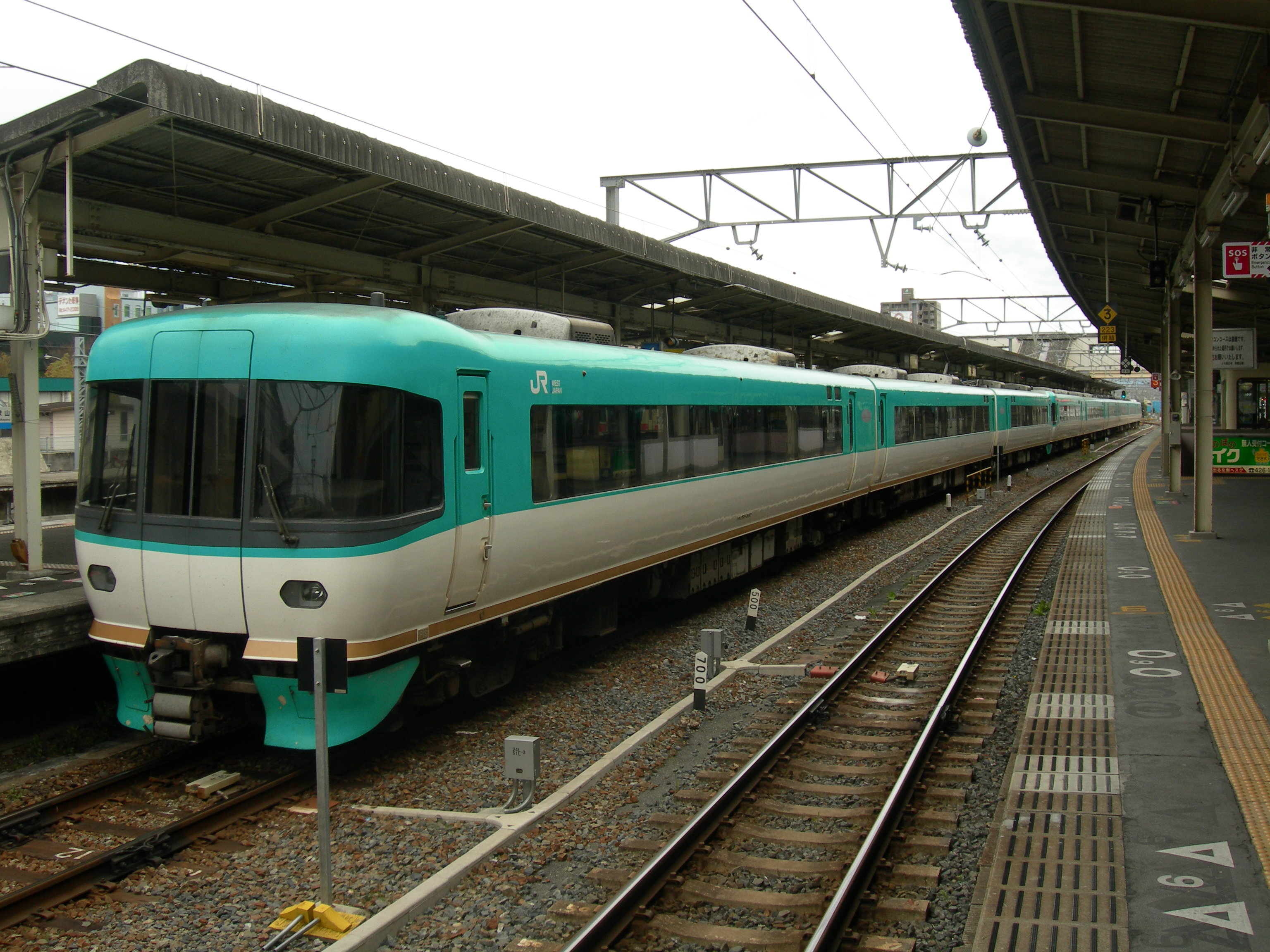
부속 편성 3량을 연결한 오션 애로.
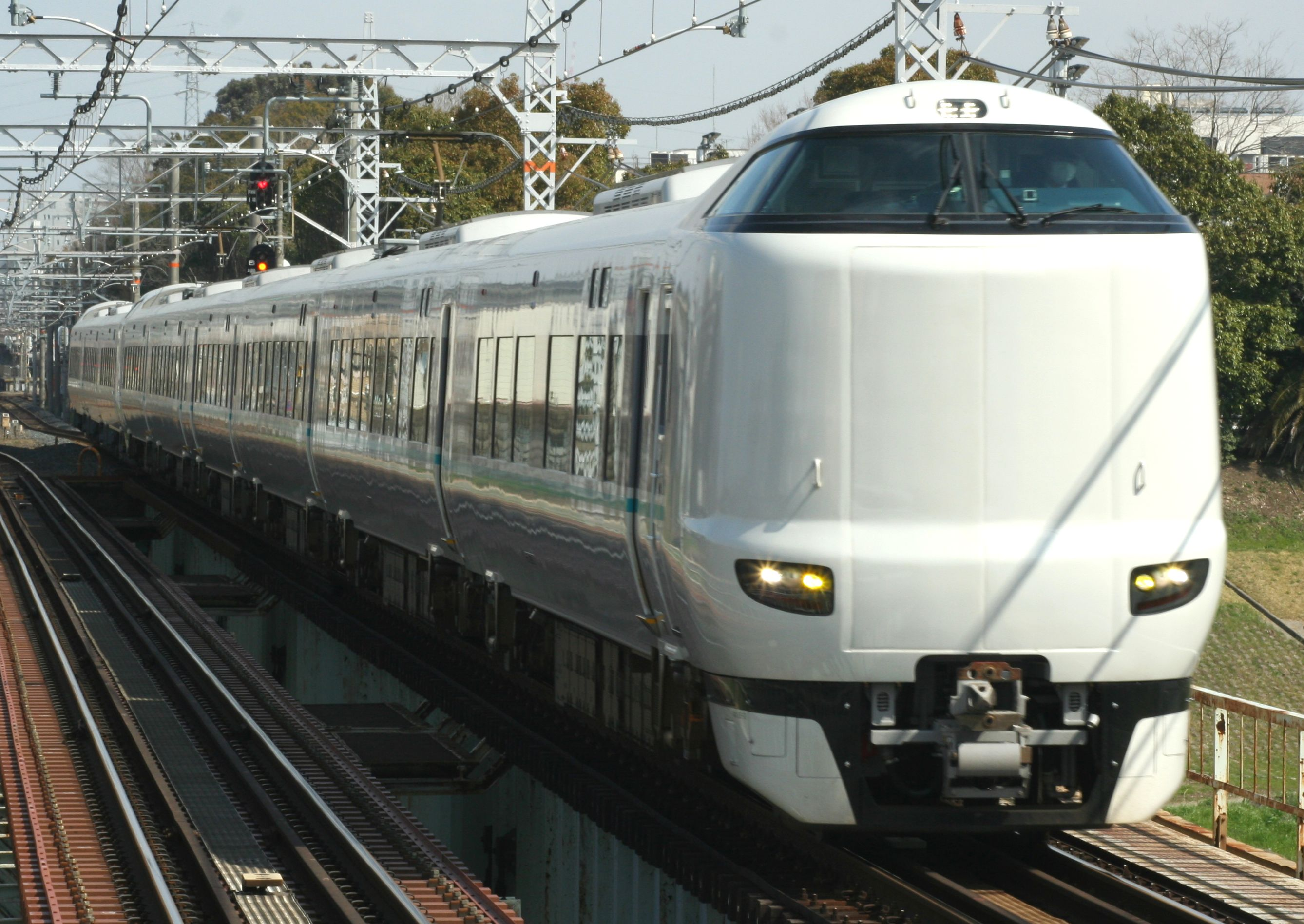
구로시오용 287계는 2012년 7월부터 운행에 들어갔다.

### 현재 운행하는 열차
- 283계
- 287계
- 289계

### 퇴역 및 과거 운행 열차
- 381계

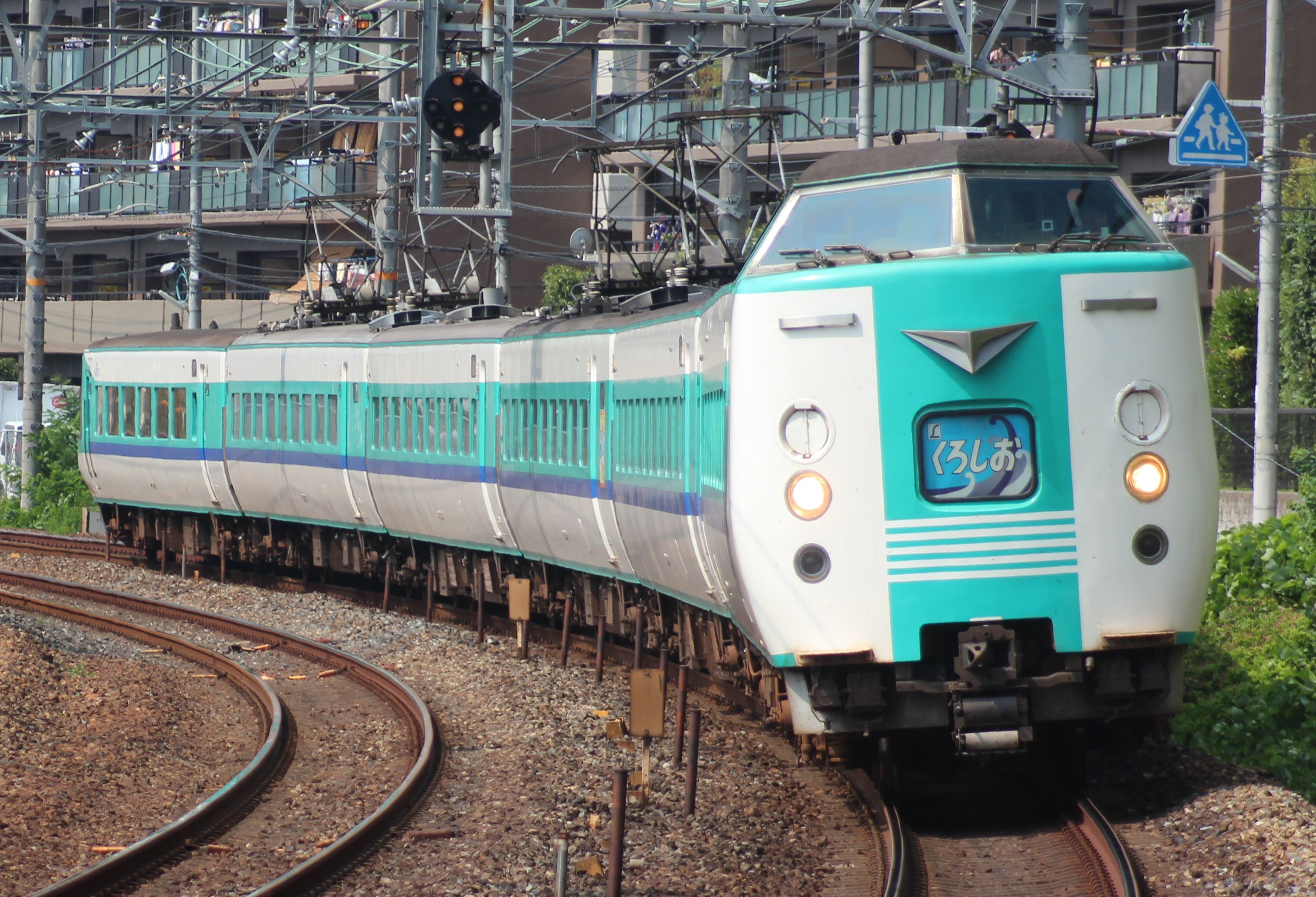
381계 전동차

## 수요
한와 선에서의 특급과 쾌속 열차 간의 격차가 커지고 있는 경향과, 2002년 특급으로 승격되었다가 2011년 3월 폐지된 한와 라이너의 공백을 이즈미후추 역·이즈미스나가와 역에 구로시오가 정차하는 것으로 채우는 등 통근 수요의 비중이 커지고 있는 구로시오의 경향에 따라 통근 특급으로 변모하고 있어, 와카야마 역이나 기이타나베 역에서 종착하는 열차, 가이난 역에서 시발하는 열차도 편성되어 있다. 단, 기본적으로 관광 특급을 목적으로 운행하기 때문에, 자유석이 4량 편성된 오션 애로 31호 (와카야마 행) / 슈퍼 쿠로시오 2호 (가이난 시발), 3량 편성된 슈퍼 쿠로시오 6호를 제외하고 자유석은 2량만 편성되어 있다.
2002년 이후, 기이타나베 역·시라하마 역 ~ 오사카 역 사이의 철도 이용객은 매년 5%씩 줄어들고 있어, 서일본 여객철도는 할인권을 발매하고 2010년에는 주말에만 운행되던 왕복 2편을 폐지하고, 2011년에는 신구 역 시종착 열차 중 왕복 2편의 운행 구간을 줄여 시라하마 역 시종착 열차로 바꾸는 등 여러 조치를 취하고 있으나, 승객은 계속 줄어들고 있다.
오사카 방면에서는 한와 자동차도의 연장이 이루어지고 있다. 때문에 고속 버스·자가용과의 경합이 심해지고 있다. 고속 버스는 2002년부터 우메다·오사카 시티 에어 터미널 (OCAT)과 다나베·시라하마 사이의 "시라하마 익스프레스 오사카 호" (묘코 버스와 서일본 JR 버스가 공동 운행)가 운행을 시작했고, 2007년 9월부터는 와카야마 시 ~ 시라하마 사이에 묘코 버스와 와카야마 버스가, 2011년부터는 교토 ~ 시라하마 사이에 묘코 버스와 긴테쓰 버스가 고속철도를 운행하기 시작했다.
한편, 오사카시 ~ 와카야마시 사이에서는 난카이 본선 특급 서던 호 (Southern)와도 경쟁하고 있다. 자유석이 편성된 서던 호가 시간당 2편 꼴로 운행되는 것에 비해, 구로시오는 1시간 간격으로 운행되고 있으며, 도심에서 지하철 및 다른 사철과 연계되는 난카이 본선이 요도야바시, 혼마치, 신사이바시 등으로의 접근성이 높고, 구로시오의 특급 요금은 서던의 지정석 요금보다 최대 440엔 비싸다. 난카이와의 경쟁을 위해 서일본 여객철도는 미나미오사카 특급 회수권 (히네노·이즈미후추 방면), 한와 선 자유석 회수 특급권 (이즈미스나가와·와카야마·가이난 방면)과 "하루카 마이시트"·"구로시오 마이시트" 등을 판매하고, J-WEST 카드를 통한 인터넷 할인 티켓, 승차권이 필요없는 특급권인 "티켓리스 특급권" 등을 발매하고 있다.